# 拉吉斯拉夫·卢比纳
拉吉斯拉夫·卢比纳（捷克語：Ladislav Lubina，1967年2月11日—2021年9月13日），捷克男子冰球运动员。他曾代表捷克斯洛伐克国家队参加1992年冬季奥林匹克运动会冰球比赛，获得一枚铜牌。